# Walther Wenck
Walther Wenck (Wittenberg, 18 settembre 1900 – Ried im Innkreis, 1º maggio 1982) è stato un generale tedesco, il più giovane a capo di un'armata della Wehrmacht durante la Seconda guerra mondiale.
Prima di arruolarsi nella Reichswehr (la forza di difesa della Repubblica di Weimar) nel 1920, è stato membro dei Freikorps, un'organizzazione paramilitare attiva nel primo dopoguerra. Con la ricostituzione della Wehrmacht, assunse diversi ruoli all'interno dell'esercito tedesco. Nell'aprile del 1938 viene nominato allo Stato Maggiore generale del XVI Corpo d'armata, mentre nel maggio 1939 viene nominato capo di Stato Maggiore della 1ª Divisione panzer dove viene promosso al grado di tenente colonnello. Nel febbraio del 1942 viene richiamato presso l'OKH in qualità di insegnante ai corsi di formazione organizzati dallo Stato Maggiore generale. Dopo essere stato promosso al grado di colonnello, nel settembre del 1942 Wenck venne nominato capo dello Stato Maggiore del LVII Corpo corazzato e successivamente, nel novembre dello stesso anno, capo dello Stato Maggiore della III Armata rumena operante sul fronte orientale.
Nel febbraio del 1943 viene promosso al grado di maggior generale e un mese più tardi diventa capo dello Stato Maggiore della I Armata corazzata. Nell'aprile 1944 viene nominato capo dello Stato Maggiore generale del Gruppo d'armate Sud Ucraina. La stima che il generale Heinz Guderian riponeva in questo giovane ufficiale lo porta a nominarlo il 21 luglio 1944 capo della sezione operazioni dell'OKH, di cui Guderian era appena stato nominato capo di Stato Maggiore generale. Assieme al suo superiore, Wenck cerca di organizzare l'esercito tedesco e di impedire l'ormai imminente sconfitta su tutti i fronti. Nel febbraio 1945 fu messo da Guderian al comando dell'Operazione solstizio, l'ultima offensiva lanciata dall'esercito tedesco sul fronte orientale. Il 16 febbraio i tedeschi lanciarono il loro attacco.
Erano stati assegnati alle forze attaccanti ben 1.200 carri armati, ma mancavano i treni per trasportarli al fronte: perfino una divisione corazzata a corto di effettivi aveva bisogno di 50 treni per trasportare uomini e mezzi, ma in quel momento la situazione della logistica in Germania era difficilissima. Ancora più grave poi era la scarsità di munizioni e di carburante, che sarebbero bastati solo per un attacco di tre giorni. L'offensiva tedesca segnò inizialmente qualche limitato successo parziale, prima che la II Armata corazzata della Guardia sovietica partisse al contrattacco. Il 17 febbraio Wenck fu ferito a causa di un incidente accadutogli con un automezzo; per tale motivo si allontanò dal comando dell'Operazione solstizio e dall'OKH.
Al termine della convalescenza viene nominato il 16 aprile 1945 al comando della XII Armata e inviato verso il fronte occidentale per fermare l'avanzata americana sul fiume Elba. Sebbene a corto di uomini e mezzi (100.000 uomini male armati e in male arnese, qualche decina di carri e automezzi), fece miracoli per riorganizzare una linea difensiva sull'Elba, che furono coronati da qualche successo. Capendo di essere a corto di mezzi corazzati e i soldati fossero poco addestrati, supplì a queste carenze con l'ardore giovanile delle sue truppe (composte per la maggior parte di ragazzi tra i 16 e i 25 anni) e il fanatismo di alcuni reparti di SS. Ciò gli permise di eliminare alcune importanti teste di ponte sulla riva orientale dell'Elba e di contenere l'avanzata anglo-americana.

## L'ultima speranza per Berlino
Il 22 aprile Hitler in persona chiese che la XII Armata di Wenck facesse marcia indietro per supportare le difese tedesche nella battaglia di Berlino; tale decisione era stata suggerita anche dal fatto che le truppe americane si erano ormai attestate sull'Elba e sembrava non intendessero proseguire la loro avanzata verso Berlino. La XII Armata era composta in gran parte da unità esperte di combattimenti al fronte e per di più integrate di recente con unità fresche; per questo motivo l'Alto Comando tedesco e il Führer riponevano molte speranze nell'intervento di quest'Armata per spezzare l'assedio su Berlino. Tuttavia bisogna sottolineare che la XII Armata era del tutto priva di mezzi corazzati, di artiglieria pesante e di contraerea, tutte armi fondamentali per vincere una guerra moderna. Il feldmaresciallo Keitel in persona si recò al quartier generale della XII Armata per spingere il titubante Wenck a un ultimo sforzo per liberare Berlino. «Liberi Berlino!» gli disse Keitel «Faccia fare dietrofront a tutte le unità di cui dispone! Si unisca alla IX Armata. Mi tiri il Führer fuori di lì! Wenck, la salvezza della Germania è nelle sue mani!».
Wenck sapeva che ogni obiezione sarebbe stata inutile e si limitò quindi a ribadire al suo superiore che avrebbe fatto tutto il possibile per liberare Berlino. Poi però, non appena il feldmaresciallo ripartì, convocò il suo Stato Maggiore per comunicare agli ufficiali che, contrariamente agli ordini ricevuti, le sue unità non avrebbero puntato verso Berlino, ma avrebbero puntato a rompere l'assedio della IX Armata, con l'obiettivo di portarla in salvo verso Occidente. Le truppe di Wenck iniziarono il loro attacco da sud-ovest il 28 aprile, in direzione di Berlino; l'attacco ottenne un buon successo iniziale, con le avanguardie di Wenck che si addentrarono per 24 chilometri all'interno delle linee nemiche. La forte resistenza sovietica, tuttavia, bloccò l'avanzata della XII Armata nei pressi del lago Schwielow, a sud ovest di Potsdam, ossia a poco più di 30 chilometri da Berlino.
Wenck si convinse a quel punto che qualsiasi tentativo di liberare la capitale era diventato impossibile da realizzare. Ciononostante la pressione esercitata dal gruppo di Wenck permise di alleggerire la pressione attorno ai resti della IX Armata di Theodor Busse, impegnati nel tentativo di lanciare un'ultima disperata offensiva (nota come la battaglia di Halbe), che permise a molti di quei soldati di ricongiungersi con la XII Armata. Una volta effettuato il ricongiumento con i resti della IX Armata, Wenck ordinò alle unità sotto il suo comando di ritirarsi nuovamente verso l'Elba, con l'obiettivo di consegnarsi agli statunitensi. I sovietici inseguirono i reparti tedeschi nel tentativo di impedire loro di attraversare il fiume, bombardando il quartier generale di Wenck con continui colpi di artiglieria. Tuttavia entro il 6 maggio 1945 la maggior parte degli uomini sotto il comando di Wenck riuscì ad attraversare l'Elba e a consegnarsi alla IX Armata americana.

## Cattura e morte
Wenck fu catturato dagli americani e recluso in un campo di prigionia. Fu rilasciato nel 1947. Nel 1982 morì in un incidente d'auto vicino a Ried im Innkreis, in Austria.